# 熊谷公男
熊谷公男（くまがい きみお、1949年 -　）は、日本の歴史学者。東北学院大学名誉教授。専攻は日本古代史。古代蝦夷論、氏姓制度、古代王権論に詳しい。
1949年宮城県生まれ。1979年東北大学大学院文学研究科（国史学専攻）博士課程単位取得退学。退学後、宮内庁正倉院事務所技者等を経て、東北学院大学教授。同大東北文化研究所所長。2017年退任、名誉教授。

## 著書

### 単著
- 『大王から天皇へ』（日本の歴史）講談社　2000年
- 『古代の蝦夷と城柵』吉川弘文館　2004年
- 『蝦夷の地と古代国家』小学館　2004年

### 編著
- 『境界と自他の認識』清文堂出版　2013年
- 『蝦夷と城柵の時代』吉川弘文館　2015年

### 共著
- 『日本古代史研究 : 関晃先生還暦記念』吉川弘文館　1980年
- 『古代史研究の最前線』雄山閣出版　1986年
- 『東北古代史の研究』吉川弘文館　1986年
- 『神道大系』 神道大系編纂会　1993年
- 『律令国家の地方支配』吉川弘文館　1995年
- 『古代史の舞台』岩波書店　2006年
- 『古代中世の蝦夷世界』高志書院　2011年

## 論文
- 『古代の蝦夷(エミシ)について(賢問愚問)』 歴史と地理 （496）1996年12月
- 『古代蝦夷と仏教』 (日本史の研究(225))  歴史と地理 （625）2009年06月
- 『古代史からみた古墳時代--稲荷山鉄剣銘を読みなおす』 季刊考古学（117）2011年11月